# Cedularna obdavčitev
Cedularna obdavčitev je enkratna in dokončna obdavčitev. Dohodnina se navadno obračunava na vse dohodke osebe (oz. v nekaterih državah gospodinjstva), določeni dohodki pa se lahko iz tovrstne obdavčitve izvzamejo in se obdavčijo posebej, lahko tudi po posebnih davčnih stopnjah. Tako obdavčeni zneski se ne vštevajo v letno dohodninsko osnovo. 

## Vprašljivost cedularne obdavčitve
Cedularna obdavčitev dohodkov je vprašljiva z vidika davčne nevtralnosti in horizontalne izenačenosti (tj. da ljudje z enakimi dohodki plačujejo enake davke).

## Države s cedularno obdavčitvijo dohodkov
Cedularne davke dandanes najdemo v nekaterih južnoameriških in afriških državah. Industrijske države v večini primerov obdavčujejo vse dohodke enotno. Imajo pa v skandinavskih državah sistem, po katerem dohodke iz dela obdavčujejo po progresivni davčni lestvici, dohodke iz kapitala pa po enotni - proporcionalni davčni stopnji.

## Davčne olajšave pri cedularni obdavčitvi
Tudi pri dohodkih, ki se obdavčujejo cedularno, so možne davčne olajšave in oprostitve. Tako se v Sloveniji npr. pri obdavčitvi obresti davčna osnova zniža za prvih 1000 EUR obresti od depozitov, doseženih pri bankah in hranilnicah.

## Dohodki, ki se v Sloveniji obdavčujejo cedularno
Cedularno se obdavčujejo dohodki od kapitala (obresti, dividende, kapitalski dobički) in dohodki od oddajanja premoženja v najem (najemnine).